# Djillali Ben Amar
Djillali Ben Amar est une commune de la wilaya de Tiaret en Algérie. Commune créée à la suite du découpage administratif de 1957. Issue de la commune mixte de Frenda

## Géographie
Djillali Ben Amar se trouve à l'ouest de Tiaret, chef lieu de Wilaya. La ville est limitée à l'est par la commune de Mechraa Safa et Rahouia, au nord par Oued Essalem (wilaya de Relizane), à l'ouest par Oued El Abtal et au sud par Aïn Farah (wilaya de Mascara). Elle tient sa dénomination d'un saint personnage de la région: Sidi Djillali Ben Amar dont la coupole surplombe la ville au sud, sur une crête. De sa situation de ville de campement de l'armée française à l'époque coloniale, elle s'est agrandie et devenue une ville.

## Histoire
Djillali Ben Amar, comme toute la wilaya de Tiaret et plus généralement les massifs du nord-ouest algérien, était une région prospère du temps de la Régence d'Alger. Une terre riche en production agricole et spécialisée dans la culture du blé destiné à l'exportation européenne ; un exemple d'une l'agriculture extensive saine et productive et de son exploitation par les populations locales ayant hérité des traditions agraires d'Al Andalus. 
À partir de la colonisation française et successivement de l'incendie volontaire des terres agricoles des musulmans d'Algérie, de la confiscation de ces terres par les colons, de la réappropriation des fermes par des paysans français aux techniques agricoles relativement moins avancées et surtout moins adaptées aux territoires, cette riche activité a d'abord perdu de sa splendeur et ensuite, à partir du XXe siècle, sous le coup du développement de l'agriculture intensive nocive pour la fertilité des sols et pour la qualité de la production, a fini par disparaître.